# Montt (geslacht)

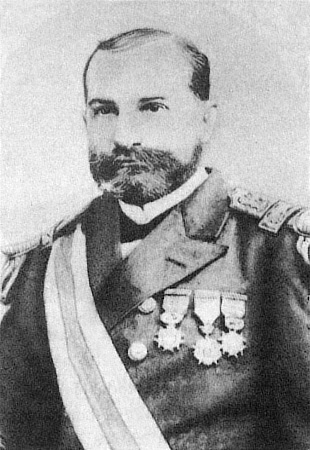
Vice-Admiraal Jorge Montt (1845-1922), president van Chili van 1891 tot 1896

Het Chileense geslacht Montt stamt oorspronkelijk uit Catalonië, Spanje. Sinds de negentiende eeuw speelt de familie een voorname rol in de politiek en het leger. De familie kwam in de achttiende eeuw naar Chili en vestigde zich in Santiago.
1. José de Montt y Monte de Rivera (1672-1735), militair, vestigde zich in Chili
  1. José Esteban de Montt Cabrera (1709-1782), generaal
    1. José Leopoldo Montt Prado (1737-1799)
      1. Ambrosio Montt Luco (1830-1899), advocaat, afgevaardigde, diplomaat (gezant in Argentinië, Uruguay en bij de H. Stoel)
        1. José Antonio Montt Ojeda (1814-?)
          1. Jorge Montt Álvarez (1845-1922), vice-admiraal, president van Chili 1891-1896, marine-bevelhebber

    2. Lucas Montt Prado (1739-?)
      1. Manuel Montt Torres (1809-1880), staatsman, president van Chili 1851-1861, tr. Rosario Montt Goyenechea (1827-1894), dochter van Filiberto Montt Prado
        1. Alberto Montt Montt (?-?), afgevaardigde, minister
        2. Rosa Montt Montt (1846-1918), tr. José Eugenio Guzmán Irarrázaval (1841-1909), politicus
          1. Eugenio Guzmán Montt (1875-1922), advocaat en diplomaat
          2. Roberto Guzmán Montt (1876-1942), advocaat en politicus

        3. Pedro Montt Montt (1849-1910), staatsman, president van Chili 1906-1910
        4. Luis Montt Montt (1848-1909), wetenschapper, bibliothecaris, afgevaardigde

    3. Filiberto Montt Prado (?-?)
      1. María Mercedes Montt Goyenechea (?-?), tr. Juan José Pérez Vergara (1815-1885)
        1. Ismael Pérez Montt (1847-1905), advocaat, afgevaardigde, senator, minister

    4. Rafael Montt Prado (1766-1848), rechter, vrijmetselaar, conservatief politicus

## Galerij

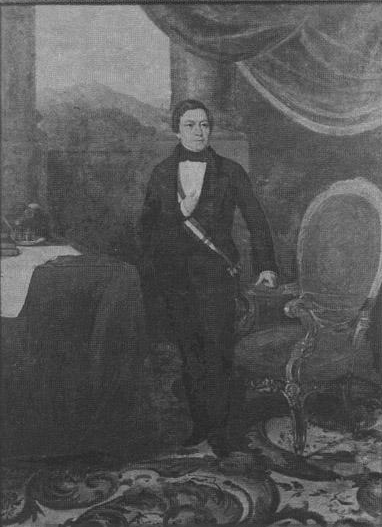
President Manuel Montt Torres (1809-1880)
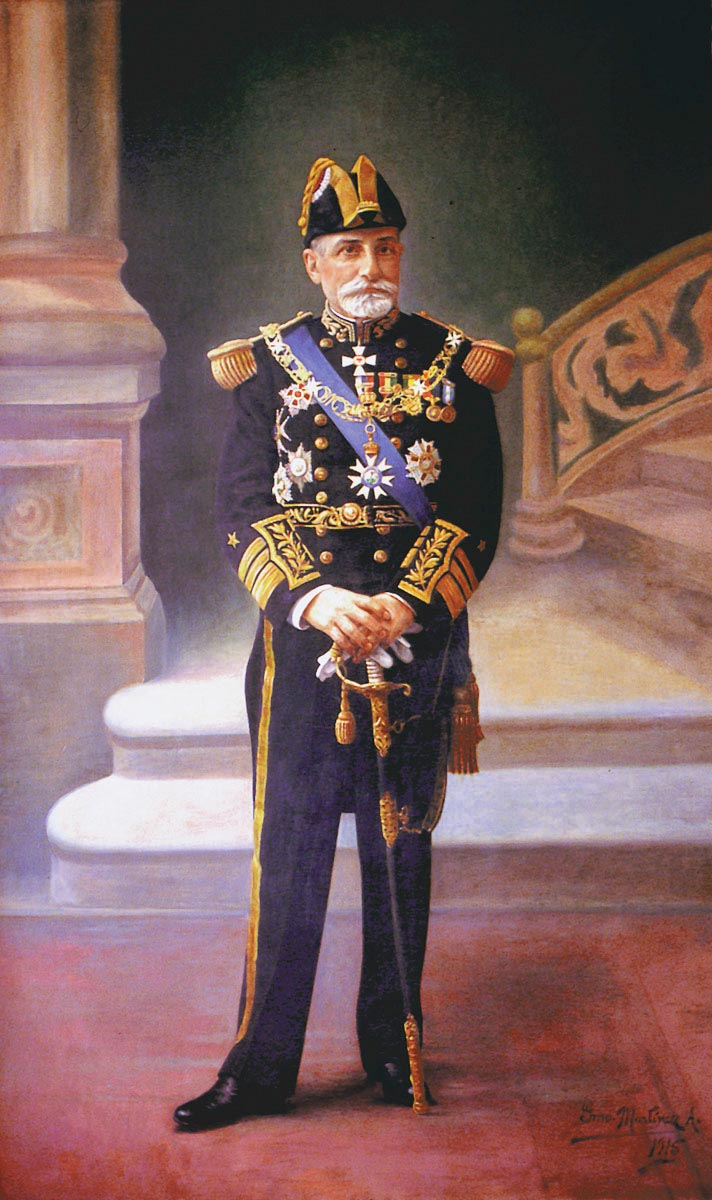
President Jorge Montt Álvarez (1845-1922)
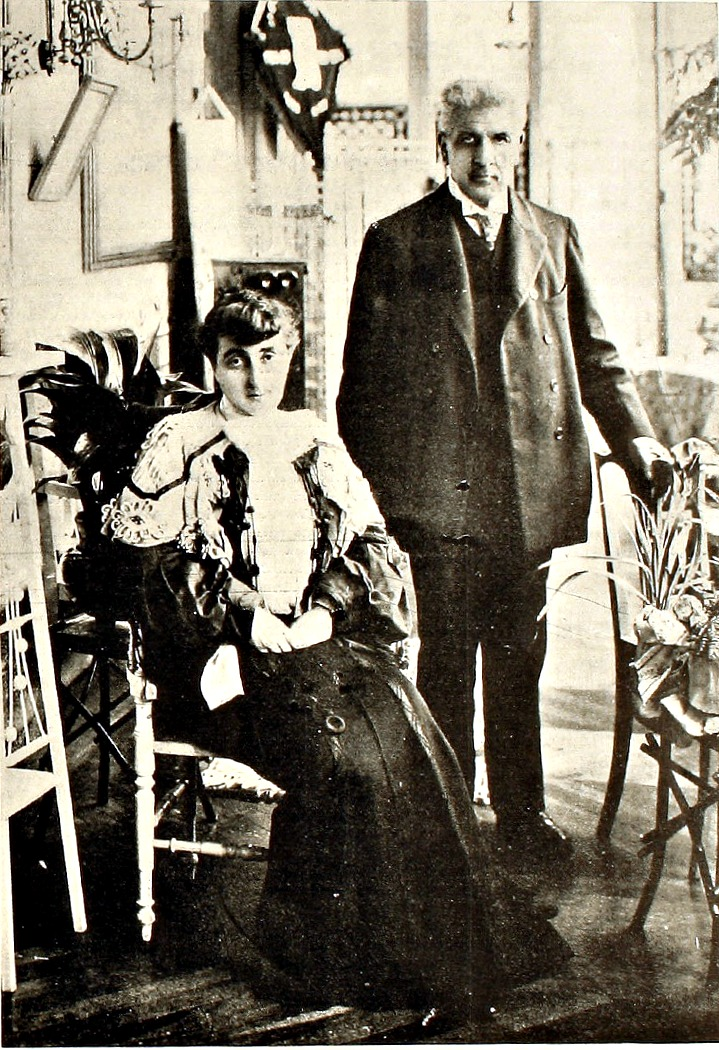
President Pedro Montt Montt (1849-1910) en diens vrouw Sara del Campo (1855-1922)